# Editorial académica
La edición académica o universitaria ha dado lugar al nacimiento de editoriales académicas estrechamente vinculadas al estamento científico y al mercado universitario y, por tanto, a la publicación de textos de interés académico. Se pueden distinguir dos tipos de editoriales académicas: las empresas comerciales que tienen como objetivo principal el lucro, mediante la publicación de trabajos científicos, y las editoriales universitarias en sentido estricto, organizaciones sin fines de lucro que se crean en el marco de una universidad con el único objetivo de promover y difundir el conocimiento y por tanto los resultados de la investigación científica de la institución de la que forman parte. 

La mayor parte de los trabajos se publican en revistas científicas, libros o en forma de tesis, y están sujetos al mecanismo de revisión por pares (o peer-review ), con el fin de garantizar un resultado o nivel científico adecuado. La calidad y selección en la revisión varía mucho dependiendo de la revista, la editorial y el campo de referencia, dando lugar al llamado factor de impacto como índice de evaluación. La producción académica difundida a través de canales no oficiales se denomina literatura gris. Se desconoce el número de editoriales académicas o universitarias del mundo, pero el acceso a internet y la globalización de los avances editoriales hace que las lengua más importantes del planeta conozcan modos de disponer de información sobre los avences del conocimiento científico. De ahí la importancia de los ranking de universidades, de la homologación de las investigaciones y de la difusión de los canales académicos, científicos y universitarios en la expansión de la literatura académica. Las bibliotecas entre otros logros hacen posible la conectividad de un mundo cada vez más  pequeño y del que conocemos cada detalle.

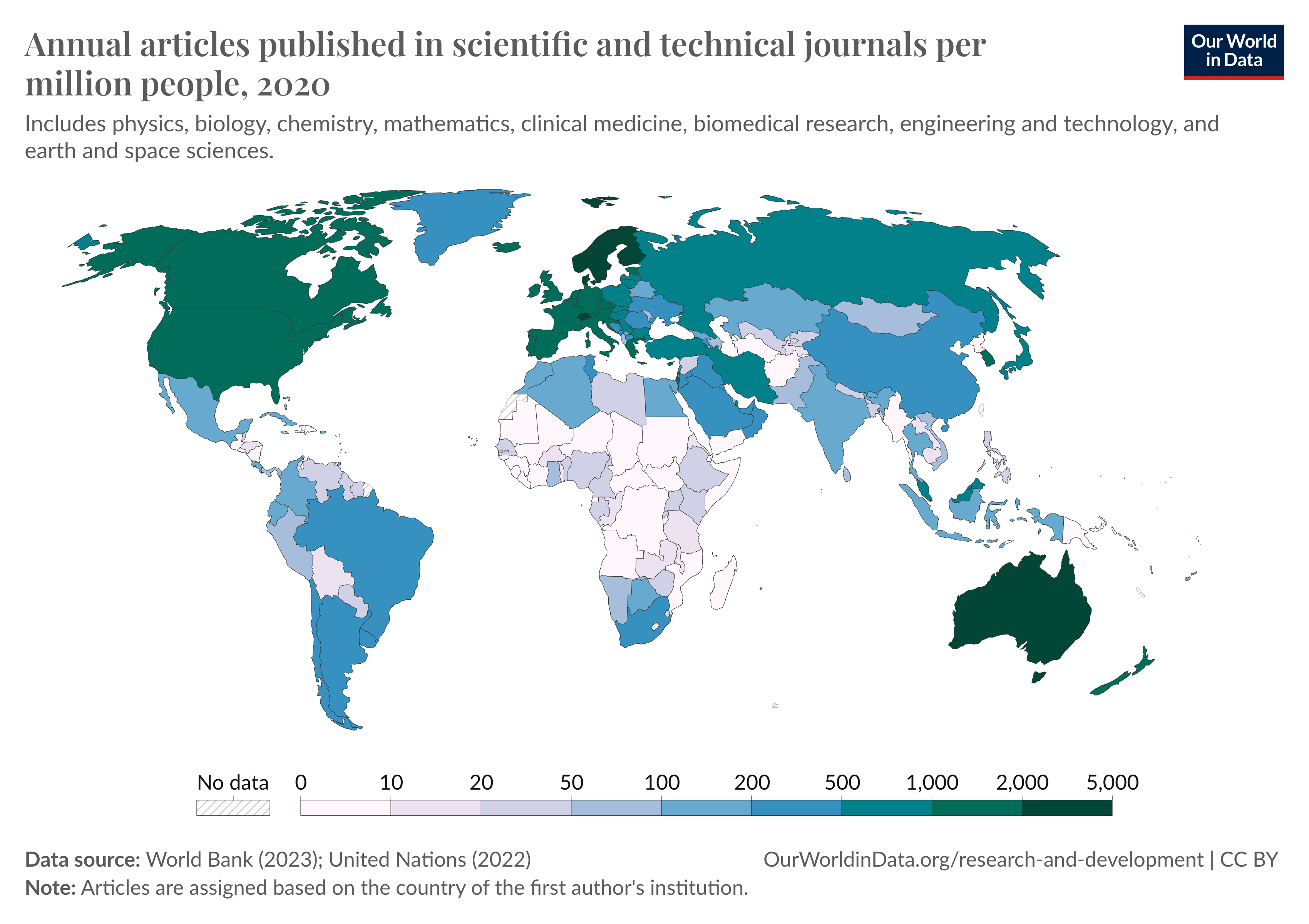
Artículos publicados anualmente en revistas científicas (es decir, Editoriales académicas) y técnicas por millón de personas, en 2020.

## Historia
La edición académica moderna nació en el siglo XVII, con el Journal des sçavans, fundado por Denis de Sallo el 5 de enero de 1665, seguido dos meses más tarde por las Philosophical Transactions of the Royal Society, publicado por Henry Oldenburg el 6 de marzo de 1665. El objetivo era limitar y mantener bajo control la "autoría científica", las disputas de prioridad y las polémicas intelectuales. En aquellos años, de hecho, la falta de un registro público había llevado a los investigadores a recurrir a extrañas tácticas para asegurar sus derechos de propiedad intelectual, por ejemplo anunciando sus descubrimientos mediante anagramas indescifrables que aseguraban su prioridad, lo que hoy llamaríamos copyright.
Durante mucho tiempo, la actividad editorial científica permaneció bajo la gestión de sociedades académicas o los propios investigadores. De hecho, hasta la Segunda Guerra Mundial, las editoriales comerciales siguieron siendo un grupo fragmentado y marginal dentro de las actividades que giran en torno a las revistas científicas. Tras la explosión de universidades después de la guerra, el número de bibliotecas creció exponencialmente. En ese período, especialmente en Estados Unidos, Europa y Japón, se produjo una gran expansión de la actividad investigadora en las universidades. Al mismo tiempo, la demanda por ediciones y publicaciones aumentó considerablemente, ampliando cada vez más los circuitos de difusión. De repente, las principales revistas científicas disfrutaron de un mercado bastante amplio y seguro. Poco a poco se estaba creando, de forma inesperada, un fenómeno nuevo y potencialmente lucrativo a favor de los editores comerciales.

## Crisis de la comunicación científica
La crisis comenzó a aflorar a principios de los años 1970, cuando los intereses de la industria editorial se dirigieron a las revistas científicas . Los precios de las publicaciones periódicas comenzaron a aumentar rápidamente hasta alcanzar costos insostenibles para las bibliotecas, que representan el principal público objetivo de las publicaciones académicas.
A finales de los años 1980, el nuevo sistema editorial estaba firmemente arraigado; sus consecuencias financieras habían llegado a ser tan perjudiciales que provocaron graves manifestaciones de descontento por parte de los bibliotecarios, que vieron una fuerte disminución de su poder adquisitivo desde aquellos años hasta la actualidad. Lo que sucedió, y lo que todavía sucede, es que la universidad primero paga a los investigadores de su propia universidad, obligados a publicar para garantizar el avance de su carrera académica ( publicar o perecer ), luego enfrenta costos cada vez más altos por publicar y los editores comercializan los resultados de esa investigación, y finalmente pagar nuevamente a los editores que revenden las publicaciones a las bibliotecas y departamentos de las mismas universidades que las produjeron.
La disminución relativa, pero también absoluta, del poder adquisitivo del principal comprador sitúa, por tanto, al sector editorial académico en un momento de especial complejidad, caracterizado por un rápido cambio de la política editorial, la de la publicación exclusiva de obras prestigiosas, es decir, que garantizan un mercado seguro, para evitar trabajar con pérdidas. 

### Estrategias
En los años noventa, la conciencia de las oportunidades que ofrecía la llegada de las nuevas tecnologías de la información, en la creación y difusión del conocimiento y en la propia manera de hacer investigación, impulsó numerosas iniciativas y proyectos innovadores en el mundo de la investigación y de las bibliotecas, con el ambición de mejorar, si no sustituir, el actual sistema de difusión de información científica.
El nuevo espíritu de lucha de los bibliotecarios es evidente en la iniciativa de la Scholarly Publishing and Academic Resources Coalition (SPARC), una alianza internacional de bibliotecas académicas y de investigación apoyada por la Association of Research Libraries (ARL), con el objetivo de crear una asociación con los editores y desarrollar así alternativas económicas a las publicaciones periódicas existentes en formato papel.
Aprovechando el potencial que ofrece Internet, nació en el mundo académico el movimiento de acceso abierto, con el objetivo de recuperar la comunicación científica, promoviendo el libre acceso a los resultados de la investigación, sin barreras ni restricciones excesivas. En 2018, el consorcio denominado "cOAlition S", formado por organismos de financiación de la investigación de varios países europeos, impulsa el llamado Plan S, cuyo objetivo es ampliar el acceso abierto a todos los resultados de la investigación financiada con fondos públicos. 

## Proceso de edición
El proceso de una publicación académica comienza cuando un autor envía su "manuscrito" a un editor y se caracteriza por dos fases distintas: arbitraje ( revisión por pares ) y producción. El proceso de revisión por pares en las revistas científicas generalmente lo organiza el editor, quien nombra expertos “pares” para evaluar críticamente el artículo. La revisión por pares generalmente se realiza en línea, mediante el uso de paquetes de software comerciales, de código abierto y gratuitos. El trabajo puede pasar por uno o más ciclos de revisión, al final de los cuales el autor del artículo debe modificar su presentación de acuerdo con las observaciones de los revisores, hasta que el contenido, acompañado de las imágenes o figuras asociadas, sea aceptado para su publicación.
El proceso de producción es gestionado por el editor a través del cuidado editorial académico, que tiene como objetivo garantizar la coherencia, legibilidad y conformidad del artículo con el estilo de la revista, la maquetación, la impresión y finalmente la publicación. Es una obra compleja que implica cierta negociación con el autor, para evitar contaminar su estilo y objetivos.